# Little Inferno
Little Inferno is een puzzelspel ontwikkeld door de onafhankelijke ontwikkelstudio Tomorrow Corporation. Het spel werd eerst uitgebracht voor de Wii U op 18 november 2012 in Noord-Amerika en op 30 november 2012 in Europa. Versies voor Microsoft Windows, iOS, OS X en Android volgden in 2013.
Little Inferno speelt zich grotendeels af voor een open haard, die de speler gebruikt om verschillende voorwerpen, zoals speelgoed, poppen en elektronica in brand te zetten. Het spel moedigt de speler aan om veel combinaties van voorwerpen in de hens te zetten en te zien wat er gebeurt. Little Inferno is bedoeld als een satire op soortgelijke spellen waarin de speler veel uren steekt in opdrachten voltooien die als onbevredigend worden ervaren.
Little Inferno is wisselend ontvangen. Sommige reviewers prezen de unieke gameplay, terwijl anderen de gameplay te simplistisch vonden.

## Verhaal
Little Inferno's verhaal wordt voornamelijk verteld door brieven, geschreven door verschillende niet-speelbare personages. Het spel speelt zich af in de stad Burnington waarin het door en door sneeuwt en vriest. De Tomorrow Corporation, een zelfreferentie aan de ontwikkelaar van het spel, is een bedrijf gevestigd aan de buitenwijken van de stad en maker van de "Little Inferno Entertainment Haard".
Het naamloze speelbare personage krijgt meestal brieven van een klein meisje, Suiker Rietje, die de buur van het personage is, en tevens eigenaar van een Little Inferno Entertainment Haard. Ze is meestal enthousiast, maar, als het speelbare personage al zijn beschikbare voorwerpen heeft verbrand en om meer vraagt, wordt ze ietwat verontrustend.
De Weerman doet telkens verslag over het sombere weer door het spel heen en heeft het over verschillende gebeurtenissen als hij ervan af weet.
Suiker Rietje begint al relatief vroeg in haar relatie met het personage van de speler te vragen om bepaalde voorwerpen. Later stuurt ze ook zelf cadeautjes, die de speler dan kan verbranden.
Suiker Rietje's huis ontploft uiteindelijk. Kennelijk gaf Suiker Rietje zich vrijwillig over aan het vuur. Hierna krijgt het speelbare personage nog steeds brieven van een naamloos wezen, die lijkt op de geest van Suiker Rietje.
Het spook vertelt het speelbare personage na een tijdje dat het "tijd is om verder te gaan" en adviseert hem om dezelfde vier voorwerpen die hij verzond naar Suiker Rietje te verbranden. Zodra hij dat doet, komt het tandwielachtige apparaat aan de achterkant van de open haard plots tot leven en met een grote beving ontploft het huis van de speler, waardoor hij uit het huis geknald wordt in de stad Burnington.
Het spel is nu verandert in een side-scroller, en het personage van de speler (voor het eerst zichtbaar) kan rondlopen door Burnington, praten met verschillende mensen, waaronder de postbode die alle brieven en voorwerpen had bezorgt. Hij geeft het personage een brief waarin staat dat Suiket Rietje wel was ontsnapt nadat het huis was ontploft, en nu ergens op een strand rondhangt.
Het speelbare personage komt uiteindelijk bij het kantoorgebouw van Tomorrow Corporation, die de Little Inferno Entertainment Haarden heeft gemaakt en ontmoet de CEO, Mevrouw Nancy, die ook brieven had verstuurt. Nancy onthult dat het al lang haar plan was om te ontsnappen van de stad en wereld met een raket. Uiteindelijk doet ze dat ook.
Na Tomorrow Corporation verlaten te hebben, ontmoet het speelbare personage de Weerman in zijn luchtballon (zelfbenoemd, de 'weerballon'), die hem een lift aanbiedt. Het spel eindigt daarna, terwijl de twee door de lucht vliegen.